# 外山家
外山家（とやまけ）は、藤原北家日野家の支流である公家・華族の家。公家としての家格は名家、華族としての家格は子爵家。家紋は鶴丸。

## 歴史
江戸時代中期に日野弘資の二男外山光顕を初代として成立した新しい日野家の分家。本家の日野家と同様に名家の家格。外山家から公卿になった者は5名あり、権大納言1名、権中納言2名、非参議2名となっている。家禄は御蔵米30石。菩提寺は京都府京都市左京区岩倉にある妙満寺内の成就院。左京区法皇寺町の要法寺にも墓があり、塔頭の本地院が管理。
初代光顕の次男長澤資親は徳川綱吉に召し出され、高家長澤氏の初代となっている。
五代当主の光実は日野家一門の烏丸家からの養子。また光実の養女補子（町資補の娘）は水戸藩主徳川斉昭の生母。外山家からは同じ日野家の分流である北小路家と豊岡家に養子を出している。
八代当主光輔の代に明治維新を迎え、明治2年（1869年）6月17日の行政官達で公家と大名家が統合されて華族制度が誕生すると外山家も公家として華族に列したが、光輔は通旭とともに政府高官の洋風化に反対してクーデターを計画したが露見して切腹を命じられた（二卿事件）。息子の光曁が九代当主を継ぎ、明治17年（1884年）7月7日の華族令の施行で華族が五爵制になると、同8日に大納言直任の例がない旧堂上家として子爵に叙された。
第十代当主は外山光庸（とやまみつつね、1874年 - 1919年）、豊岡健資の三男であり豊岡圭資の兄。学習院高等科卒。1885年（明治18年）9月、先代・光曁の養子となり家督を相続。身体が弱かった為、気候の良い伊豆大島で長く暮らした。第十一代の外山英資（とやまひですけ、1907年11月生）は豊岡健資の四男である豊岡圭資の次男。伯父に当たる光庸の養子となり外山家を継いだ。1924年（大正13年）時点で住まいは京都市外西加茂の豊岡子爵家方となっている。英資の義理の妹にあたる道子（1916年11月生）は光庸と下村マツとの庶子で、学習院女子部を出たのち京都の呉服商・八木清一（1905年5月生）に嫁いだ。
華族名簿によると英資は1929年に四谷区、1932年に赤坂区と東京住まいであり、ここで20代を過ごしたのち1940年（昭和15年）までに京都市（上京区紫野西桃本町）に移っている。1943年（昭和18年）には妻・なほ子（1915年1月生）と共に京都市東山区で暮らしており二児を授かる。1942年前後から三光汽船で勤務。第二次大戦後の混乱期に英資が若くして亡くなると、なほ子は嫡子と共に実家である東京の田中家に身を寄せた。